# Casa Mitjans i Robert
La Casa Mitjans i Robert és un edifici del municipi de Vilafranca del Penedès (Alt Penedès) que forma part de l'Inventari del Patrimoni Arquitectònic de Catalunya. És un edifici entre mitgeres, de planta baixa i un pis. Té coberta de teula àrab amagada en una gran cornisa. Cal destacar les baranes de balustres i l'emmarcament de les obertures. Hi ha ús d'elements de llenguatge clàssic corresponent a l'estètica noucentista.
L'obra data del 1922. El projecte, conservat a l'arxiu de l'Ajuntament de Vilafranca, va ser realitzat per l'arquitecte Antoni Pons i Domínguez. Es va presentar el 6 de març de 1922 i es va aprovar el 12 d'abril del mateix any.